# 櫻内渚
櫻内 渚（さくらうち なぎさ、1989年8月11日 - ）は、大阪府八尾市出身のプロサッカー選手。台中Futuro所属。ポジションはディフェンダー（右サイドバック、センターバック）。

## 来歴
出身地である八尾市の八尾南山本ジュニアサッカークラブでサッカーを始め、五歳上の兄も進学した岡山県作陽高等学校へ進学。豊富な運動量と空中戦の強さを売りとしているCBだったが、2年時の第85回全国高校サッカー選手権大会ではその長所を前線で生かし、FWとして起用された。進学した関西大学ではCBとしてレギュラーを獲得し、3年時からはSBに転向。第26回ユニバーシアード夏季競技大会に参加したサッカー日本代表メンバーにも選ばれて金メダルを獲得した。
2012年にジュビロ磐田に入団。同年5月16日に行われたヤマザキナビスコカップのサガン鳥栖戦でスタメンで起用され、プロデビューを果たした。
2013年4月27日に行われた湘南ベルマーレ戦でリーグ戦デビュー。
2014年8月13日の栃木SC戦でプロ初得点。同年9月20日のギラヴァンツ北九州戦では、ジャンピングボレーでの得点を含む2得点を挙げ、チームの勝利に貢献した。
2015年シーズンは、ジュビロの選手会長 として、体調不良で欠場した1試合を除く41試合（40試合はフル出場）に右のサイドバックとして出場し、自身シーズン最多となる5得点を挙げ、ジュビロのJ1昇格に貢献した。
2016年シーズンからは、前年まで駒野友一が背負っていた背番号「5」に変更。3月12日、J1第3節・対柏レイソル戦で後半45分に自身J1初得点となる同点弾を挙げた。
2017年シーズンは、J1自己最多の31試合に出場。7月1日、J1第17節・対アルビレックス新潟戦で後半9分に追加点を挙げて勝利に貢献した。7月29日、J1第19節・対川崎フロンターレ戦で前半24分に追加点を挙げ、勝利に貢献した。
2018年シーズンは、1月15日に選手会長と兼任する形でチームキャプテンに任命された。9月14日、J1第26節・対セレッソ大阪戦で後半10分にシーズン初得点を挙げた。
2020年12月15日、契約満了により9年間在籍した磐田を退団する事が発表された。
2021年1月9日、J1・ヴィッセル神戸への加入が発表された。しかし神戸では出場機会に恵まれず、1年目はリーグ戦3試合の出場に留まり、2年目は出場は0に終わった。
2022年12月27日、FC今治へ完全移籍。2023年12月6日、今治退団を発表。
2024年、台中Futuroに移籍。

## 人物・エピソード
- 眠りにつくのは「21時から22時の間」で、翌日の10時から練習があるときは8時に起床する。これは大学時代の生活スタイルが染み付いているからで、「大学時代に朝練があって。実家から通っていたんですけど1時間かかるんですよ。毎日5時起きとかだったから、前の晩に早く寝ないと朝眠いので、早寝早起きが習慣になった。寝ようとしていなくても眠くなる」と語っている[16]。
- 2018年6月19日、一般女性と入籍したことが発表され、「自分にとって、守るべき家族ができ、より一層責任を持ってプレーしたいと思います。」とコメントした[17]。チームメイトには前日に報告し、祝福されたものの「『お前彼女いたの？』って突っ込まれた」と語った[18]。

## 所属クラブ
- 八尾南南山本JSC
- EXE90
- 2005年 - 2007年 岡山県作陽高等学校
- 2008年 - 2011年 関西大学
- 2012年 - 2020年  ジュビロ磐田
- 2021年 - 2022年  ヴィッセル神戸
- 2023年  FC今治
- 2024年 -  台中Futuro

## 個人成績
| 国内大会個人成績 | 国内大会個人成績 | 国内大会個人成績 | 国内大会個人成績 | 国内大会個人成績 | 国内大会個人成績 | 国内大会個人成績 | 国内大会個人成績 | 国内大会個人成績 | 国内大会個人成績 | 国内大会個人成績 | 国内大会個人成績 |
| 年度             | クラブ           | 背番号           | リーグ           | リーグ戦         | リーグ戦         | リーグ杯         | リーグ杯         | オープン杯       | オープン杯       | 期間通算         | 期間通算         |
| 年度             | クラブ           | 背番号           | リーグ           | 出場             | 得点             | 出場             | 得点             | 出場             | 得点             | 出場             | 得点             |
| 日本             | 日本             | 日本             | 日本             | リーグ戦         | リーグ戦         | リーグ杯         | リーグ杯         | 天皇杯           | 天皇杯           | 期間通算         | 期間通算         |
| ---------------- | ---------------- | ---------------- | ---------------- | ---------------- | ---------------- | ---------------- | ---------------- | ---------------- | ---------------- | ---------------- | ---------------- |
| 2009             | 関大             | 32               | -                | -                | -                | -                | -                | 1                | 0                | 1                | 0                |
| 2012             | 磐田             | 25               | J1               | 0                | 0                | 1                | 0                | 0                | 0                | 1                | 0                |
| 2013             | 磐田             | 25               | J1               | 2                | 0                | 2                | 0                | 0                | 0                | 4                | 0                |
| 2014             | 磐田             | 25               | J2               | 22               | 3                | -                | -                | 1                | 0                | 23               | 3                |
| 2015             | 磐田             | 25               | J2               | 41               | 5                | -                | -                | 1                | 0                | 42               | 5                |
| 2016             | 磐田             | 5                | J1               | 19               | 1                | 2                | 0                | 3                | 0                | 24               | 1                |
| 2017             | 磐田             | 5                | J1               | 31               | 2                | 3                | 0                | 3                | 0                | 37               | 2                |
| 2018             | 磐田             | 5                | J1               | 26               | 2                | 5                | 1                | 1                | 0                | 32               | 3                |
| 2019             | 磐田             | 5                | J1               | 2                | 0                | 7                | 0                | 1                | 0                | 10               | 0                |
| 2020             | 磐田             | 5                | J2               | 16               | 0                | -                | -                | -                | -                | 16               | 0                |
| 2021             | 神戸             | 26               | J1               | 3                | 0                | 5                | 0                | 1                | 0                | 9                | 0                |
| 2022             | 神戸             | 26               | J1               | 0                | 0                | 1                | 0                | 0                | 0                | 1                | 0                |
| 2023             | 今治             | 3                | J3               | 14               | 0                | -                | -                | 0                | 0                | 14               | 0                |
| 台湾             | 台湾             | 台湾             | 台湾             | リーグ戦         | リーグ戦         | リーグ杯         | リーグ杯         | オープン杯       | オープン杯       | 期間通算         | 期間通算         |
| 2024             | 台中Futuro       | 88               | 甲級             | 20               | 2                | -                | -                | -                | -                | 20               | 2                |
| 通算             | 日本             | 日本             | J1               | 83               | 5                | 26               | 1                | 9                | 0                | 117              | 6                |
| 通算             | 日本             | 日本             | J2               | 79               | 8                | -                | -                | 2                | 0                | 81               | 8                |
| 通算             | 日本             | 日本             | J3               | 14               | 0                | -                | -                | 0                | 0                | 14               | 0                |
| 通算             | 日本             | 日本             | 他               | -                | -                | -                | -                | 1                | 0                | 1                | 0                |
| 通算             | 台湾             | 台湾             | 甲級             | 20               | 2                | -                | -                | -                | -                | 20               | 2                |
| 総通算           | 総通算           | 総通算           | 総通算           | 196              | 15               | 26               | 1                | 12               | 0                | 241              | 16               |

| 国際大会個人成績 | 国際大会個人成績 | 国際大会個人成績 | 国際大会個人成績 | 国際大会個人成績 |
| 年度             | クラブ           | 背番号           | 出場             | 得点             |
| AFC              | AFC              | AFC              | ACL              | ACL              |
| ---------------- | ---------------- | ---------------- | ---------------- | ---------------- |
| 2022             | 神戸             | 26               | 2                | 0                |
| 通算             | AFC              | AFC              | 2                | 0                |

その他の国際公式戦
- 2024年
  - AFCカップ 2試合0得点

- 公式戦初出場 - 2012年5月16日 ヤマザキナビスコカップ第4節・対サガン鳥栖戦（ベストアメニティスタジアム）
- Jリーグ初出場 - 2013年4月27日 J1第8節 湘南ベルマーレ戦（ヤマハスタジアム）
- Jリーグ初得点 - 2014年8月13日 J2第29節 栃木SC戦（ヤマハスタジアム）

## 代表・選抜歴
- 関西学生選抜(2009年)
- 全日本大学選抜(2010年、2011年)

## 出演

### テレビ番組
- やべっちF.C.（2018年2月18日）[19]

### ミュージック・ビデオ
- USAGI「君の風になって」（2015年）